# Captivity
Captivity è un film del 2007 diretto da Roland Joffé e interpretato da Elisha Cuthbert e Daniel Gillies. È stato concepito e prodotto sull'ondata del successo di film come Saw - L'enigmista (2004) e Hostel (2006).

## Trama
Jennifer Tree è una famosissima modella, New York è tappezzata delle sue foto. Ma qualcuno la spia e la cattura. La donna viene rinchiusa in una cantina buia e senza finestre e viene presa in giro e talvolta torturata dal suo rapitore. Ma Jennifer scopre che vicino alla sua stanza c'è intrappolato un uomo che sta subendo lo stesso macabro trattamento. I due dovranno unire le forze per uscire da questo posto.

## Versioni

### Thriller Version
La Thriller Version di Captivity è la prima versione creata del film, dalla durata di 92 minuti, che rappresenta il film come da intenzioni del regista, priva delle scene più crudeli. In questa versione le canzoni della colonna sonora sono diverse, così come alcune scene non-horror. Questa versione è stata rilasciata per l'home video sono in Spagna, Argentina e Regno Unito.

### Unrated Version
Escluse dalla versione Thriller, sono scene splatter come quella della tortura dell'acido, il frullato di frattaglie, l'uccisione del cane e altre scene d'impatto visivo. La critica ha ritenuto questa versione troppo violenta per il cinema, infatti il film è stato "punito" e alcune scene sono state tagliate per il cinema. Questa versione è disponibile in DVD negli Stati Uniti, in Russia e diversi altri stati, anche in Italia. Inoltre il finale è esteso: sei mesi dopo l'uscita di Jennifer dalla casa, viene catturato e torturato un altro uomo, infine ucciso con un martello (è la scena visibile ad inizio film); in alcuni articoli di giornale l'assassina è proprio Jennifer, ora divenuta una giustiziera. La versione integrale di Captivity dura 85 minuti.

### Theatrical Version
Questa è la versione cinematografica, ridotta nella durata, ed è l'unica versione disponibile del film in Italia, dalla durata di 81 minuti.

## Critica
Captivity ha ricevuto critiche negative, sul sito Rotten Tomatoes ha il 9% di critiche positive. Le versioni Unrated e Thriller sono state apprezzate di più della versione cinematografica, che ha ricevuto in patria solo 10 milioni di dollari, sorpassando comunque il suo budget di 4 milioni.

## DVD
Il DVD americano presenta sia la versione Unrated che quella cinematografica, e come contenuti speciali contiene due dietro le quinte e scene eliminate. La Spagna, il Regno Unito e l'Argentina hanno creato una versione home video per la versione Thriller. La versione cinematografica in Italia è stata distribuita dalla Filmauro e come contenuti speciali contiene due spot televisivi e il trailer ufficiale italiano ed è l'unica delle tre versioni del film che in Italia può essere reperibile.

## Produzione
Il film doveva inizialmente uscire nelle sale a gennaio 2007, ma poi ha subìto diversi rinvii, probabilmente dovuti alle troppe persone che hanno partecipato alla produzione. Il primo Paese in cui è uscito, il 1º marzo, è stato la Russia, in cui il film stesso è stato girato quasi per intero. Negli Stati Uniti è uscito il 13 luglio, mentre in Italia il 31 agosto. Le uniche sequenze girate nel territorio americano sono quella iniziale a New York e quella finale a Glendale, in California.